# Zafari
A Zafari vagy Kalandos szafari 2017-től futó amerikai–kanadai televíziós 3D-s számítógépes animációs sorozat. A tévéfilmsorozat a Digital Dimension gyártásában készült, az NBC Universal Television Distribution forgalmazásában jelent meg. A sorozat alkotója David Dozoretz, aki már 2014. óta tervezi a műsor megvalósítását. Műfaját tekintve ismeretterjesztő filmsorozat.
A sorozatot először a France.tv-n adták volna le 2017. novemberében. végül azonban 2018. június 4-én tűzték műsorra a France 4-en. Latin-Amerikában a Nat Geo Kids mutatta be 2018 februárjában, Magyarországon 2018. január 6-ától a TV2 tűzte műsorára a TV2 Matiné című műsorblokkban, majd annak megszűnése után nem sokkal a Kiwi TV kezdte folytatni, 2024. áprilisától a Kölyökklub is sugározza.
Ez az első olyan sorozat, melyet teljes egészében az Unreal Engine-nel készítettek.

## Ismertető
A történet főszereplője Zoomba, a zebracsíkos elefánt, akinek különc kinézete miatt nincs maradása csordájánál. Az egyedül maradt Zoomba találkozik a szintén külön Quincy-vel, akivel közösen indulnak el a Kilimandzsáróhoz és az ott lévő rejtett helyhez, a hozzájuk hasonlóakkal lakott Zafarihoz.

## Magyar változat[6]
A szinkront a TV2 megbízásából a Subway stúdió készítette.
- Magyar szöveg: Hofer László, Niklosz Kriszta, Szirmai Hedvig
- Hangmérnök: Gajda Mátyás
- Gyártásvezető: Szerepi Hella
- Szinkronrendező: Molnár Ilona
- Produkciós vezető: Kicska László

Magyar hangok
- Barbinek Péter – Babatua
- Berkes Bence – Frick
- Berges Boglárka – Alice
- Bolla Róbert – Antonio
- Czető Zsanett – Zoomba
- Csonka Anikó – Elsbeth
- Elek Ferenc – Bubba
- Kertész Péter – Ernesto
- Kisfalvi Krisztina – Colette
- Molnár Ilona – Lulu
- Molnár Levente – Quincy
- Nádorfi Krisztina – Frack
- Németh Gábor – Fan
- Orosz Anna – Renalda
- Pálfai Péter – Spike
- Pál Tamás – Tiger
- Rosta Sándor – Oscar
- Seder Gábor – Pokey
- Solecki Janka – Xiang
- Szalay Csongor – Kisfiú

## Epizódok
1. Fájdalmas győzelem (Sore Winners) / ? (?)
2. Renalda titka (Getting to Know Renalda) / ? (?)
3. Elzárva a külvilágtól (Cave IN) / ? (?)
4. Furmányos Ormányos (Funk in the Trunk) / ? (?)
5. A hangkészítő (The Soundmaker) / ? (?)
6. Viszlát, rontás! (Hi, Jinx!) / ? (?)